# アシスタント・エンジニア
アシスタント・エンジニア（Assistant Engineer）はレコード、CD、DVDなどの音楽録音物の制作に従事し、音響の調整と録音などを行うレコーディング・エンジニアの補佐として、マイクロフォンや録音機材などをスタジオ内へのセットアップを行ったり、レコーディング・セッション中のMTRやDAWのオペレーションなどを行うエンジニアである。

## 概要
アシスタント・エンジニアの業務はスタジオ毎に多少の違いはあっても、基本的にはほぼ共通する内容でレコーディング・スタジオでの録音作業に従事する事になる。作業内容としては、メインとなるレコーディング・エンジニアの補佐的作業があり、スタジオ側に設置される楽器などに対して指定されたマイクロフォンやH/Aまたは周辺機器などを設置する事があり、録音作業が開始されてからはMTRまたはDAWなどのオペレーションを行い、作業の円滑な進行を行う役割を持っている。
概ね雇用先または所属先がレコーディング・スタジオとなるため、所属しているスタジオの音響特性やオーディオまたは電源まわりの回線特性、機材一式の特性など様々な面を熟知している事から、外部からセッションの時だけ作業に来たエンジニアやプロデューサーに対して、音作りや作業効率を踏まえた様々な補助および提案が出来て、それらの事を求められるエンジニアでもあるため、アシスタント・エンジニアはスタジオとレコーディング・セッションにとっては必要不可欠な存在であるとも言える。 

## 主な作業内容

### スタジオ・セットアップ
レコーディング・セッション開始前の作業としては、開始予定時刻の1〜2時間前（編成によっては前日の夜）からスタジオ内のセットアップをする。セッティングする機材にはマイクロフォン、マイク・スタンド、マイク・ケーブル、遮蔽板  、キュー・ボックス  等の設置と結線を行う事がセッションに向けた最初の作業となる。マイク回線などはミキシング・コンソールへ立ち上げ、セットアップ完了後には全ての回線チェックなどを行い、セッティングが予定通りになっているかの確認や、マイク・ケーブルの断線や機材のトラブルなどの有無を確認してセッションが問題なく行われるように完了させる。

### レコーディング
レコーディング時の主な作業には、レコーディング・エンジニアの作業に関しての全般的なサポート業務があり、コンソール上のセットアップとその変更作業などがある。そしてMTRまたはDAWなどのオペレーション業務はセッションにおいて重要な部分となっている。その作業内容はDAW登場以降は多岐にわたってきていて、音響関連の機材以外にもDAWシステムのコアとして使用されるコンピューターの熟知などが求められていて、通常の録音作業やパンチインなどのリアルタイム録音編集作業は従来通りの流れになっていても、DAW内でオーディオ・リージョンの編集作業や音質修正作業などを駆使する場面も出てくるため、そう言った状況下においてはコンピューター・プログラマーに近いスキルを求められる場合もある。そしてメンタル面としては、録音作業に携わっているミュージシャンやスタッフからの要望へ機械操作的作業内容以外にもコミュニケーション部分で対応するなど、セッションを円滑に進めるためにはアシスタント・エンジニアが重要なファクターとなってくるため、全体としてはセッション中において一番仕事量の多いスタッフの１人になっている場合もある。
レコーディングが終了した時点、またはそれまでの間に、各種テープ・メディアまたはハードディスク・ドライブなどへ記録された音源を整理したり確認検聴する作業なども必要になってくる。DAWベースでの作業の場合には持ち込まれたデバイスに対してデータ移行作業を行ったり、セッション・ファイルの統合作業など、コンピューターのモニター画面上でのオペレーション業務がセッション終了の後に数時間続く場合もあり、アナログまたはデジタルのテープ・メディアを用いていたMTRに比べ業務内容は増えている面もある。

### ミキシング
ミキシング作業時にはレコーディング時のような作業量は無いが、ミキシング・セッションが始まる前に機材とコンソールのセットアップをする点では、レコーディング開始前と似た部分もある。ミキシング中はMTRまたはDAWのオペレーションが必要になる場合もあるが、ミキシング・コンソールでコンピューター・オートメーションを使っている場合などにはコンピューター側の操作でオペレーションを補助する場合もある。
ミキシング終了時にはミキシングされた音源を何らかの記録メディアに固定化する必要性があるため、その為のレコーダーとなる機材のセットアップおよびOSC信号（オシレーター）を用いた音響調整など、マスター素材となる重要なコンテンツを事故無く固定化させ納品用に作成する準備をする。

### セッション終了後
各セッション内容によって撤収作業には若干の違いがあるが、レコーディングおよびオーバー・ダブ・セッションの場合には使用されたマイクロフォンを含む全ての機材を片付け、スタジオ内とコントロール・ルーム内をスタジオ毎にデフォルト指定されているセットアップ前の状態へ初期化する作業がある。この際、スタジオ常設機材と個人またはレンタル会社などから持ち込まれる機材との混入を防ぐ確認作業もスタジオ側の管理として行う。ミキシング・セッション終了時には、ミキシング音源が固定化されたマスター素材の必要数確認と納品先確認などを行って、作業に携わっているプロデューサーまたはエンジニアなどへ記録されたメディアを渡し、全ての作業は終了となり、残る片付け作業はレコーディング・セッションの時と同様の流れになる。

## 一般的な雇用形態
日本国内におけるアシスタント・エンジニアの雇用形態はレコーディング・エンジニア同様にいくつかのパターンに分類できる。一般的な例として、録音スタジオや音楽制作会社などが社員として直接雇用契約をむすぶ形態であり、古くからこの形を取るケースが多い。他には、エンジニア集団が作った組織やエンジニア派遣会社などに所属して契約関係にあるスタジオなどへ派遣要請される場合もあり、日本国内では1970年代後半からそのような雇用形態が増えてきた。職に就くまでの一般的な流れには、音響系専門学校あるいは大学などを卒業した後にレコーディング・スタジオやレコード・メーカーまたは音楽制作会社などに就職して、アシスタント業務候補生としての見習いから始める例が多い。 